# Wolfgang Borchert
Wolfgang Borchert (Hamburg, 20 mei 1921 — Bazel, 20 november 1947) was een Duits expressionistisch schrijver, en een der voornaamste exponenten van de Trümmerliteratur.

## Leven
Wolfgang Borchert, die uit Hamburg afkomstig was, wilde graag acteur worden. Op aansporing van zijn ouders leerde hij echter voor boekhandelaar, maar toen hij in 1941 in Lüneburg als acteur aangeworven werd, stopte hij met zijn opleiding, met de bedoeling zich geheel aan het theater te wijden. Het liep evenwel anders, want datzelfde jaar werd hij voor de dienstplicht opgeroepen. Reeds in 1942 kreeg hij difterie en kwam met oorlogswonden in het lazaret terecht. Doordat enige tijd later zijn lever werd aangetast, zat een volledig herstel er niet meer in.
Borchert kwam meermalen met de legerleiding in aanvaring: men verdacht hem van insubordinatie in zijn briefcorrespondentie, en hij werd in de gevangenis te Neurenberg opgesloten. Zijn vrijlating geschiedde op voorwaarde dat hij opnieuw naar het front in het oosten zou trekken. Tijdens de veldtocht echter raakte hij onderkoeld en liep vervolgens geelzucht op, zodat hij in Smolensk wederom in het veldhospitaal belandde. Uiteindelijk mocht hij met verlof naar huis; hij sloot zich in Hamburg bij het cabaret aan. In 1943 werd hij desondanks steeds zieker, en toen hij poogde aan het front in het theater toegelaten te worden, werd hij wegens grappen over de oorlog in zijn cabaretstukken eens te meer gearresteerd. Hij werd in 1944 nogmaals voor het gerecht gebracht, ditmaal in Berlijn, er tot negen maanden gevangenis veroordeeld; vervolgens werd hij doodziek naar het front gestuurd. In 1945 capituleerde zijn regiment in Frankfurt am Main aan de Fransen: hij liep weg en trok te voet naar Hamburg terug.
In 1945 werkte Borchert eindelijk weer voor het theater: opnieuw speelde hij cabaret, regisseerde Lessing en richtte hij zelf een toneelvereniging op in Altona. Maar hij was sterk verzwakt en bedlegerig. Zijn leveraandoening verergerde snel, en hij wist dat hij niet lang meer te leven had. In 1946 schreef hij nog een lange reeks verhalen en een dichtbundel, die aanknoopten bij de expressionistische traditie van het interbellum die door het Derde Rijk verboden was geweest. Zijn radicale keuze voor het grove, eenvoudige en eenduidige maakten hem tot een hoofdvertegenwoordiger van wat men Kahlschlag of het Uur nul noemt: ontdaan van alle franjes, alle illusies en alle mooipraterij, moet de literatuur direct en confronterend zijn, en alles wat voordien kwam, moet met de grond gelijk gemaakt worden. Duitsland is een platgebombardeerde ruïne, dus de Duitse literatuur is het ook. Borchert verweet zo bijvoorbeeld Thomas Mann dat hij de verwoesting van de Duitse cultuur door het nazisme poogde te esthetiseren. Ook Gottfried Benns manier om de confrontatie met het nationaalsocialistische gedrocht aan te gaan, was voor Borchert te omslachtig. Borchert gaf niet om mooie volzinnen; hij schreef, zoals hij zelf zei, „luid en duidelijk en driewerf en zonder conjunctief“.
In de eerste jaren na de oorlog kreeg hij daarmee een enorme resonantie. De Gruppe 47 zou het Kahlschlag-principe tot uitgangspunt maken en op zoek gaan naar nieuwe uitdrukkingsvormen, ter vervanging van de door het nazisme bezoedelde en geperverteerde literaire taal. Borchert zelf heeft hier echter niets meer van meegemaakt: naast zijn leveraandoening liep hij in 1946 ook nog tuberculose op. Hij ging in 1947 naar een kuuroord in Bazel in Zwitserland, waar hij, ver van huis en met weinig bezoek van vrienden en familie, in november de laatste adem uitblies. Zijn succesrijkste werk, het toneelstuk Draußen vor der Tür, ging één dag na zijn dood, op 21 november 1947, in première en sloeg in als een bom. Het stuk, dat voorheen reeds als luisterspel was geconcipieerd, gaat over de onderofficier Beckmann, die na de oorlog in Hamburg terugkeert, en daar op onbegrip en isolement stuit. God en de dood hebben geen zin meer in het leven, en ze zijn cynisch over de mensen; God grijpt niet meer in, terwijl de dood, een vette begrafenisondernemer met maagoprispingen, verzadigd is. Ook de Elbe geeft niet meer om Beckmann, die zich verlaten en alleen weet. Het taalgebruik is heftig en kortaf; Borchert, die het stuk noodgedwongen in bed schreef, spuwde al zijn agressie en walging over de toeschouwers uit: de staat heeft ons verraden, en het volk heeft zichzelf in de vernieling geholpen.
Borcherts werk vertoont naast expressionistische invloeden ook een echo van Rilke; zijn originele stem laat veel speculatie over hoe zijn œuvre geëvolueerd zou zijn, mocht hij langer geleefd hebben. Hij had een grote voorliefde voor cabaret en liederen. Zijn verhalen vertonen symbolistische kenmerken, maar stilistisch is hij zeer direct en transparant. Met Draußen vor der Tür groeide hij uit tot de belangrijkste spreekbuis van een misnoegde en ontmoedigde generatie, die zich voornam van nul te herbeginnen. Na hem kwamen nieuwe experimenten, die soms wel poogden aan te haken bij de vooroorlogse traditie. Maar Borchert heeft met dit ene toneelstuk, dat door zijn zuivere uitdrukking van het nieuwe levensgevoel tot een klassieker kon uitgroeien, zeer grote invloed op de Duitse literatuur gehad. Uit zijn theoretische pamfletten spreekt een ondubbelzinnig pacifisme, waarvan de slogan „Dann gibt es nur eins: Sag NEIN!“ door vredesbewegingen werd overgenomen.

## Werken
- 1946: Laterne, Nacht und Sterne (dichtbundel)
- 1947: Draußen vor der Tür. Ein Stück, das kein Theater spielen und kein Publikum sehen will
- 1947: Das Brot
- 1947: An diesem Dienstag (korte verhalen)
- 1947: Generation ohne Abschied
- 1947: Das ist unser Manifest
- 1948: Die Hundeblume (korte verhalen)
- 1962: Die traurigen Geranien (postume verhalenbundel)